# Cocal, Mexiko
Cocal är en ort i Mexiko.   Den ligger i kommunen Cosoleacaque och delstaten Veracruz, i den sydöstra delen av landet, 500 km öster om huvudstaden Mexico City. Cocal ligger 15 meter över havet och antalet invånare är 122.
Terrängen runt Cocal är platt. Runt Cocal är det ganska glesbefolkat, med 47 invånare per kvadratkilometer. Närmaste större samhälle är Minatitlán, 18,0 km nordost om Cocal. Trakten runt Cocal består till största delen av jordbruksmark.